# ノー・モア・ドラマ (曲)
「ノー・モア・ドラマ」（No More Drama）はメアリー・J. ブライジのシングル。5thアルバム『ノー・モア・ドラマ』(No More Drama)からの3rdシングルとして2001年9月に発売された。
ジャム&ルイスが楽曲制作・プロデュースした「ノー・モア・ドラマ」は、文字通りアルバム『ノー・モア・ドラマ』を代表するタイトル曲で、ボーカルのメアリー自身が歩んできた人生の艱難辛苦（児童性的虐待、その苦悩から逃れるためのアルコール依存やドラッグ中毒、信頼していた知人の裏切りなどの苦悩）の縮図のように「drama, pain  はもうまっぴら、波乱万丈の不幸な人生はもういらない」という彼女の内省を反映させた重みを持つ内容の曲となった。そしてメアリーの慟哭のような熱唱とドラマチックなアレンジが聴く者の心に打ち震わせるような感動を与えるものとなっている。
そのため「No More Drama」というフレーズは、「My Life」（2枚目のアルバム名で、これもまた同名楽曲がある）と同様、メアリー・J. ブライジその人を象徴するような言葉となり、ベスト・アルバムに収録される彼女の代表曲の一つとなっている。

## エピソード
2001年8月25日にアリーヤの事故死があり（享年22）、悲しみに暮れていたメアリーだったが、その悲劇があった経過もあり、「もうdrama(悲劇)はたくさん」という意を含むこの楽曲がアメリカでメッセージ・ソングと化し、急遽アルバムからシングルカットされることになった。
また、アメリカでリリースされた9月11日はちょうどアメリカ同時多発テロ事件が起きた日であったが、この事件の悲劇に傷ついた多くの人々の心が慰められたことが、この曲が収録されているアルバム『ノー・モア・ドラマ』の再発盤をリリースの要因の一つにもなったとされる。

## 楽曲構成
楽曲制作は、ジャム&ルイスの2人が行ない、プロデュースも彼らが担当した曲であるが、単なるヒップホップ・ソウルとは一味違うドラマチックな展開のアレンジでコーラス・ワークを駆使した綿密な作りとなっている。メイン・ボーカルはもちろん、バック・ボーカルも通常通りメアリーが行なっているが、他にビッグ・ジム・ライトなど5名が参加した重厚なバック・コーラスとなっている。
耳に残るメロディーラインのピアノ・ソロのイントロや伴奏には、ドラマ『ザ・ヤング・アンド・ザ・レストレス』(The Young and the Restless)のテーマ曲「ナディアのテーマ」(Nadia's Theme)がサンプリングされているが、これはバリー・デ・ヴォーゾンとペリー・ボトキン・ジュニアが作曲した1971年の曲である。そのため歌詞の中にも、「Cause I was young and restless」（あの頃の私は若かったし、自分の思いのままに行動しなきゃ気が済まなかった）といったフレーズが入れられている。

## ミュージック・ビデオ
2002年に発表されたミュージック・ビデオは、「ドラマ」を抱えている3人のエピソードが組み込まれた映画的なものとなっており、何かの悩みで麻薬に溺れその依存の苦しみに対しても、もがき震えている男性を好演したのは、デイビッド・ヴァナフロである。劇中には他に、仲間の1人を撃ち殺され慟哭しているギャングの若者や、同居人（夫か父親）にひどい暴力を受けて泣いている女性が登場し、彼女が家出をするシーンや、若者が復讐しようと敵の住処に行きそこの家の子供を見て引き返すシーンなどが、ロサンゼルスで撮影された。
イントロや終盤で、彼ら3人のそれぞれの疾走が、横に3分割されながら重ねられているカメラワークが印象的なこのミュージック・ビデオは、サンジの監督で撮影され、2002年のMTV ビデオ・ミュージック・アワード(2002 MTV Video Music Awards)で「最優秀R&Bビデオ賞」を受賞し、第34回NAACPイメージ・アワード(34th NAACP Image Awards)でも、「ミュージック・ビデオ賞」にノミネートされるなど高い評価を受けた。
また、メアリーが電気店のショーウィンドウのたくさんのテレビモニターの前で熱唱している場面では（ニュースを伝えるモニターでは「America's new war」という文字が写されている）、複数のモニターの中でマライア・キャリーと、P・ディディ（ショーン・コムズ）が「No more drama」のコーラスに合わせてカメオ出演している。ショーン・コムズは『ノー・モア・ドラマ』の再発盤で、「ノー・モア・ドラマ」のリミックスをプロデュースし、フィーチャリング・ラッパーのP・ディディとしてもメアリーと共演している。

## チャート記録
| チャート(2001-2002)                                                                   | 最高位 |
| ------------------------------------------------------------------------------------- | ------ |
| アメリカ「ホット100・シングルチャート」(Billboard Hot 100)                            | 15     |
| アメリカ「ホットR&B/ヒップホップ・シングルチャート」(Billboard Hot R&B/Hip-Hop Songs) | 16     |
| アメリカ「ダンスクラブ・チャート」(Dance Club Songs)                                  | 1      |
| イギリス「全英シングルチャート」(UK Singles Chart)                                    | 9      |
| イギリス「R&Bシングルチャート」(UK R&B Singles and Albums Charts)                     | 4      |
| オランダ「ネーダラントス・トップ40」(Dutch Top 40)                                    | 15     |
| スイス「ヒットパレード・シングルチャート」(Swiss Hitparade)                           | 17     |

## リミックス・バージョン
- P・ディディ/マリオ・ワイナンズ（英語版） リミックス (P. Diddy/Mario Winans Remix)
  - リミックスというより原曲と曲調が全く変わっている別物になっており、サンプリングにはバーナード・エドワードとナイル・ロジャースが作詞・作曲したシックの曲「ユー・キャント・ドゥ・イット・アローン」(You Can't Do It Alone)が使用されている[3]。
- サンダーパス・リミックス (Thunderpuss Remix) - リミックス・アルバム『ダンス・フォー・ミー』(Dance for Me)に収録。
  - サンダーパス(Thunderpuss)は、バリー・ハリス（英語版）（元、コン・カンのメンバー）と、クリス・コックス（英語版）の2人から成るハード・ハウス・クリエイターで、その実力には定評がある[9]。

## 受賞・ノミネート
- 第34回NAACPイメージ・アワード (34th NAACP Image Awards)
  - アウトスタンディング・楽曲賞 (Outstanding Song)ノミネート
  - アウトスタンディング・ミュージック・ビデオ賞 (Outstanding Music Video)ノミネート

- 2002年MTV ビデオ・ミュージック・アワード (2002 MTV Video Music Awards)
  - 最優秀R&Bビデオ賞 (Best R&B Video)受賞